# Zolnay Vilmos (író)
Zolnai Zolnay Vilmos (Budapest, 1913. december 14. – Budapest, 1983. március 16.) magyar író, kritikus, dramaturg. 

## Élete
1931-ben érettségizett Budapesten, majd tisztviselőként helyezkedett el. 1947 és 1952 között a Magyar Rádió dramaturgja volt. 1952-től 1956-ig szerkesztette a Könyvbarát és a Könyvtáros című lapokat. 1956-tól haláláig szabad foglalkozású író volt. Tagja volt a Magyar Írók Szövetségének.

## Családja
Zolnay Vilmos nyelvész és Strobentz Margit Erzsébet (1894–?) fia. Szülei 1915-ben elváltak. Apai nagyszülei zolnai Zolnay Vilmos, a lágymányosi dohánygyár igazgatója és kurtapataki Kovács Zelma (1868–1943), anyai nagyszülei Strobentz Rudolf Péter gyáros és Hirsch Emília (1871–1952) voltak.

## Főbb művei
- Benedek Péter élete (kisregény, Budapest, 1951)
- Pióker Ignác, az ország legjobb gyalusa (riport, Budapest, 1951)
- Várpalota (riport, Budapest, 1952)
- Beszélgetések könyvekről (tanulmány, Budapest, 1953)
- Kalandozások az irodalomban (esszék, Budapest, 1956)
- Gyilkos játék (regény, Budapest, 1957)
- A pokol tornáca (színmű, Budapest, 1961)
- Miért szép a szép? (esszék, Budapest, 1962)
- Az írói mesterség (tanulmány, Budapest, 1971)
- Pokoljárás. Az ember halála és halhatatlansága – a művészetek születése (esszé, Budapest, 1971)
- Trófea (regény, Budapest, 1972)
- A láthatatlan póráz. Egy kutya története, meg egy másiké is (regény, Budapest, 1977)
- A művészetek eredete. Pokoljárás; 2. bőv. kiad.; Magvető, Bp., 1983
- A gyermekkor édessége. Regény; Szépirodalmi, Bp., 1992
- A művészetek születése (a Pokoljárás újabb, bővített kiadása Budapest, 2001)